# James Poe
James Wilber Poe (Dobbs Ferry, 4 ottobre 1921 – Malibu, 24 gennaio 1980) è stato uno sceneggiatore statunitense. È ricordato per essere stato l'autore delle sceneggiature di celebri film come Il giro del mondo in 80 giorni (per il quale vinse congiuntamente l'Oscar alla miglior sceneggiatura non originale), La gatta sul tetto che scotta, Estate e fumo, I gigli del campo, Stato d'allarme e Non si uccidono così anche i cavalli?.

## Biografia
Poe nacque a Dobbs Ferry, New York il 4 ottobre 1921.
Poe iniziò la sua carriera presso la The March of Time, una società di produzione di cinegiornali. Nel 1941 si trasferì a Hollywood, dove scrisse radiodrammi e documentari prima di dedicarsi al cinema.
Lavorò anche come autore per i programmi radiofonici Escape e Suspense, scrivendo le sceneggiature per alcuni dei loro migliori episodi, in particolare "Three Skeleton Key", "Blood Bath" e "The Present Tense", tutti interpretati da Vincent Price.
Il 19 dicembre 1968 sposò l'attrice britannica Barbara Steele, dalla quale ebbe un figlio, Jonathan Jackson. La coppia divorziò nel dicembre 1973.
Poe morì per un attacco cardiaco il 24 gennaio 1980 a Malibu, California, ed è stato sepolto nel Woodlawn Memorial Cemetery di Santa Monica.

## Filmografia

### Cinema
- Close-Up, regia di Jack Donohue (1948) - Soggetto
- Without Honor, regia di Irving Pichel (1949)
- Ultime della notte (Scandal Sheet), regia di Phil Karlson (1952)
- Paula, regia di Rudolph Maté (1952)
- A Slight Case of Larceny, regia di Don Weis (1953) - Soggetto
- Il grande coltello (The Big Knife), regia di Robert Aldrich (1955)
- Prima linea (Attack), regia di Robert Aldrich (1956)
- Il giro del mondo in 80 giorni (Around the World in Eighty Days), regia di Michael Anderson e John Farrow (1956)
- La tua pelle brucia (Hot Spell), regia di Daniel Mann e George Cukor (1958)
- La gatta sul tetto che scotta (Cat on a Hot Tin Roof), regia di Richard Brooks (1958)
- Il giorno della vendetta (Last Train from Gun Hill), regia di John Sturges (1959)
- Il grande peccato (Sanctuary), regia di Tony Richardson (1961)
- Estate e fumo (Summer and Smoke), regia di Peter Glenville (1961)
- I gigli del campo (Lilies of the Field), regia di Ralph Nelson (1963)
- La porta dei sogni (Toys in the Attic), regia di George Roy Hill (1963)
- Stato d'allarme (The Bedford Incident), regia di James B. Harris (1965)
- La rivolta (Riot), regia di Buzz Kulik (1969)
- Non si uccidono così anche i cavalli? (They Shoot Horses, Don't They?), regia di Sydney Pollack (1969)

### Televisione
- The Lineup – serie TV, 1 episodio (1954)
- Goodyear Theatre – serie TV, 1 episodio (1958)
- The Dick Powell Show – serie TV, 1 episodio (1962)
- Vacation Playhouse – serie TV, 1 episodio (1963)
- Munroe, regia di Stanley Z. Cherry – film TV (1963)
- Gente di Hollywood (Bracken's World) – serie TV, 1 episodio (1970)
- L'albero di Natale è sempre verde (The Gathering), regia di Randal Kleiser – film TV (1977)
- The Gathering, Part II, regia di Charles S. Dubin – film TV (1979)
- Enola Gay (Enola Gay: The Men, the Mission, the Atomic Bomb), regia di David Lowell Rich – film TV (1980)
- Una di troppo (The Nightman), regia di Charles Haid – film TV (1992)

## Riconoscimenti
- 1957 - Premio Oscar
  - Migliore sceneggiatura non originale per Il giro del mondo in 80 giorni (insieme a John Farrow e S. J. Perelman)

- 1957 - Writers Guild of America
  - Migliore sceneggiatura per Il giro del mondo in 80 giorni (insieme a John Farrow e S. J. Perelman)

- 1959 - Premio Oscar
  - Candidatura alla Migliore sceneggiatura non originale per La gatta sul tetto che scotta (insieme a Richard Brooks)

- 1959 - Writers Guild of America
  - Candidatura alla Miglior sceneggiatura per un film drammatico statunitense per La gatta sul tetto che scotta (insieme a Richard Brooks)

- 1964 - Premio Oscar
  - Candidatura alla Migliore sceneggiatura non originale per I gigli del campo

- 1964 - Writers Guild of America
  - Migliore sceneggiatura per I gigli del campo

- 1970 - Premio Oscar
  - Candidatura alla Migliore sceneggiatura non originale per Non si uccidono così anche i cavalli? (insieme a Robert E. Thompson)

- 1970 - Writers Guild of America
  - Candidatura Best Drama Adapted from Another Medium per Non si uccidono così anche i cavalli? (insieme a Robert E. Thompson)

- 1971 - Premio BAFTA
  - Candidatura alla Migliore sceneggiatura per Non si uccidono così anche i cavalli? (insieme a Robert E. Thompson)

- 1971 - Writers Guild of America
  - Laurel Award for Screen Writing Achievement

- 1978 - Primetime Emmy
  - Candidatura Outstanding Writing in a Special Program - Drama or Comedy - Original Teleplay per L'albero di Natale è sempre verde